# Slavomir Popovici
Slavomir Popovici (n. 19 ianuarie 1930 Vîrșeț, Iugoslavia – d. 20 decembrie 1983) a fost un regizor român de film documentar. Filmele sale au fost apreciate ca fiind poeme filosofice pe teme antropologice precum timpul, trecerea, riturile.

## Filmografie
- Mamaia (1959)
- Drumurile Crișanei (1961)
- Cum circulăm? (1963)
- Uzina (1963)
- Romanțe aspre (1966)
- Io, Ștefan Voievod ctitor (1967)
- Soarele negru - Premiul Panama (1968)
- Victime și vinovați (1970)
- Semne (1970)
- Alba - ilustrații pentru un ghid (1970)
- Semnul bradului (1971)
- Pământul și șarpele (1971)
- Litoralul românesc (1972)
- Letopisețul lui Hrib (1974)
- Bună ca ziua (1974)
- Geneze (1974)
- Dincolo de poartă e șoseaua (1974)
- Despina Doamna și Floarea lui Toma (1975)
- Cuvânt de învățătură (1976)
- Pictura votivă brâncovenească (1976)
- Semnul omului (1978)
- Hora (1978)
- Holde (1979)
- Grâu (1980)
- Spații periculoase II (1980)
- Oprește-te trecătorule! (1981)
- Mutarea bisericii Olari (1982)
- Nuntă pe valea Carașovei (1983) (nefinalizat)

## Articole biografice
- Vă mai amintiți de: Slavomir Popovici, 21 septembrie 2010, Eliza Zdru, Adevărul